# Ego Perron
Ego Perron (Aosta, 3 febbraio 1967) è un politico italiano.

## Biografia
Originario di Fénis e dipendente dell'ufficio legale della Regione Autonoma Valle d'Aosta, ha iniziato la sua carriera politica a livello locale come consigliere comunale del suo Comune, Fénis. Nel 1988 diviene segretario del movimento politico Jeunesse Valdôtaine, il gruppo giovanile per partito autonomista Union Valdôtaine. Eletto in Consiglio Regionale la prima volta nel 1993, viene rieletto nel 1998 e nel 2003. Dal 1994 al 1998 è segretario del Consiglio della Valle e dal 2003 al 2008 presidente del Consiglio della Valle.
Nel 2008 è stato candidato alla Camera dei deputati con la lista Vallée d'Aoste. Ha raccolto il 37,84% dei consensi ed è stato sconfitto dal deputato uscente, Roberto Nicco, che ne ha raccolti il 39,12%. Giunto al termine dei tre mandati consecutivi fissato dal suo movimento, ha annunciato di restare a disposizione dell'UV per altri incarichi.
Dal 23 novembre 2008 è presidente dell'Union Valdôtaine, eletto a larghissima maggioranza dal congresso del partito. Resta presidente fino al 9 novembre 2013.
Dal 1º luglio 2013 è nuovamente Consigliere regionale. In Consiglio ricopre le cariche di Capogruppo dell'Union Valdôtaine e di Presidente della I Commissione permanente - Istituzioni e autonomia. Dal 10 giugno 2014 al 10 marzo 2017 ricopre il ruolo di Assessore regionale al Bilancio, Finanze e Patrimonio. Torna assessore il 13 ottobre 2017.
Il 10 novembre 2017 rassegna le dimissioni e viene condannato a 3 anni di reclusione per induzione indebita a dare o promettere utilità nel processo riguardante la BCC Valdostana. Il 15 gennaio 2021 viene assolto dalla Corte di Cassazione da ogni imputazione in quanto "il fatto non sussiste".
Il 30 luglio 2021 viene condannato in via definitiva dalla Corte dei Conti al pagamento di 2,4 milioni di euro per danno erariale provocato all'amministrazione regionale con l'erogazione di finanziamenti della giunta di cui ha fatto parte al Casinò di Saint Vincent

## Riconoscimenti
- Medaglia d'oro per l'impegno nelle relazioni transfrontaliere dal presidente dell'Associazione "La Renaissance française"[4], Roger Dumoulin;
- Grand'Ufficiale dell'Ordine della Pléiade in virtù del suo impegno in favore della francofonia[5];
- Premio della Terra, nel 2003, riconoscimento ispirato alla campagna mondiale della Carta della Terra[6].